# Nógrádi György

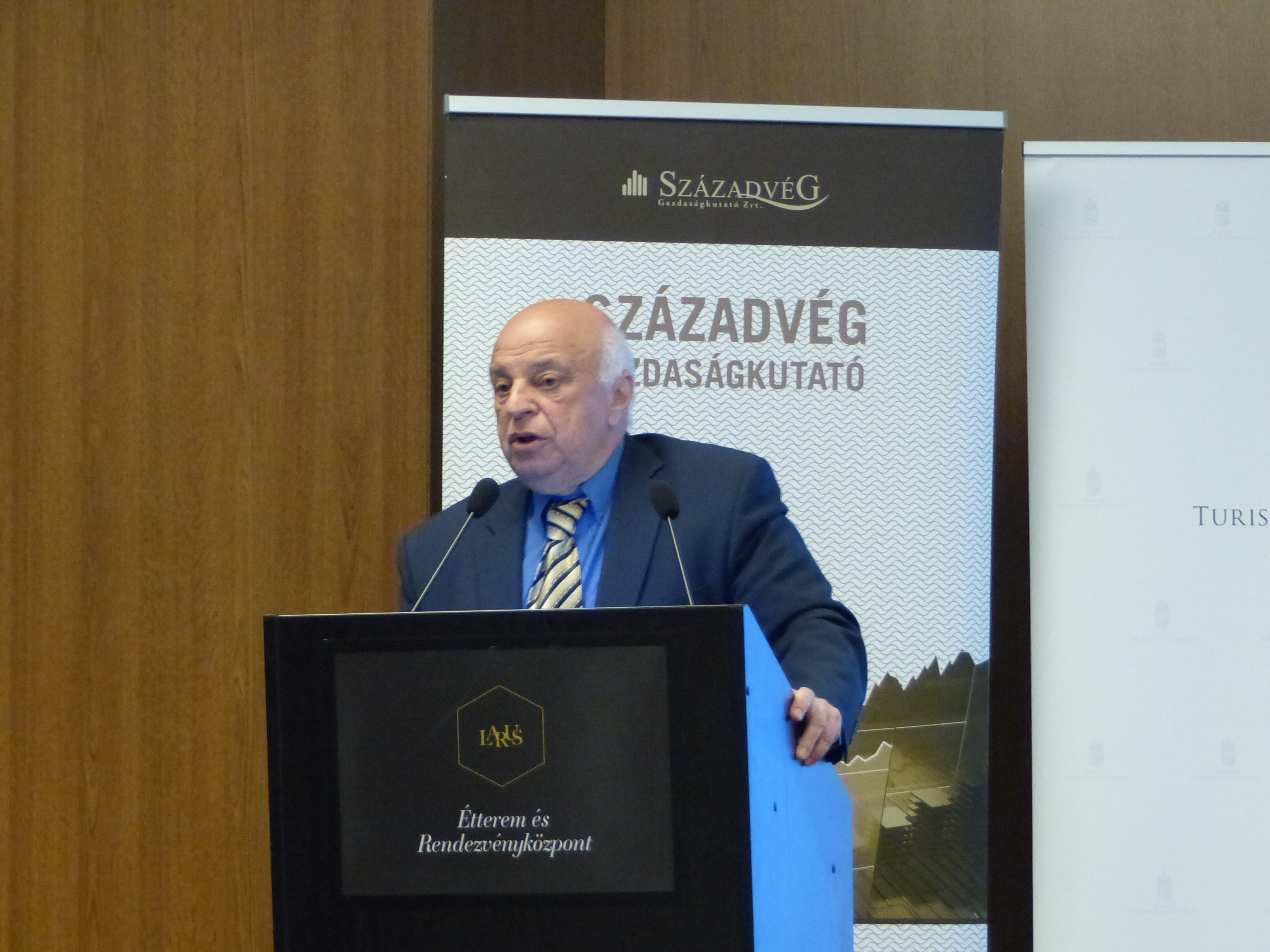
Nógrádi György 2017-ben

Nógrádi György (Budapest, 1949. május 22. –) magyar biztonságpolitikai szakértő, közgazdász, egyetemi tanár, a hadtudományok kandidátusa. Több tucat tudományos publikáció és számos könyv szerzője, valamint számos ismeretterjesztő előadás előadója. Mindazonáltal, tudományos teljesítménye megkérdőjelezhető, hiszen tudományos kutatói munkát saját bevallása szerint nem végez. A közéleti szereplései is gyakran szülnek ellentmondásokat. Nagy nyilvánosság előtt tett állításait cáfolta többek közt: az Amerikai Egyesült Államok budapesti nagykövetsége,  a Fidesz kommunikációs igazgatója, és az osztrák kormány is.

## Élete
1949. május 22-én született Budapesten, a Városliget közelében. Fiatalon asztaliteniszezett. A középiskolában a tanulmányi versenyekre összpontosított, számos ilyet megnyert. A Közgazdaságtudományi Egyetemre sikerrel felvételizett. Elsőéves egyetemista korában idegenvezetőnek állt, hogy minél többet utazhasson.
Az egyéves képzés elvégzése után az akkori Jugoszláviába küldték „szerencsét próbálni”, ahol annyira megszerette ezt az országot, hogy közel másfél évtizedig minden nyáron ott vezetett csoportokat, így húszéves korától kezdve közel negyven esztendőn keresztül minden évben a három nyári hónapot ott töltötte.
A diploma megszerzése 1974-ben egyetemi doktori értekezését is megírta, Az NSZK gazdaságpolitikája címmel, majd 1986-ban pedig kandidátusi értekezését Az SPD biztonságpolitikája történelmi változásainak egyes kérdései címen publikálta. Habilitált egyetemi docens. Öt évig a Kossuth Lajos Katonai Főiskolan tanított. 1972-ben a Közgazdaságtudományi Egyetem oktatójaként kezdett el dolgozni, 1981-ben pedig a Budapesti Műszaki Egyetem oktatója lett.
Nem szereti, ha a „dr.” előtaggal jelenik meg neve az újságokban. 1988-ban elnyert egy ösztöndíjat, három hónapot dolgozott Németországban, egyetemi disszertációját, a doktoriját és a kandidátusiját is német témákból írta. 1989. január 1-jén tért vissza anyaegyetemére, a Közgazdaságtudományi Egyetemre, de akkor már mint oktató.
1989-től a Honvédelmi Minisztérium Közgazdasági és Pénzügyi Ügynökségénél dolgozik. 1989-ben jelentette meg Az NSZK biztonságpolitikája a '80-as években c. könyvét. 1997-ben szerzett doktorátust haditudományokból a Zrínyi Miklós Nemzetvédelmi Egyetemen. Jelenleg a Budapesti Corvinus Egyetem, illetve a Nemzeti Közszolgálati Egyetem oktatója.
Kutatási területei egyrészt a biztonsági dilemmák a II. világháborútól napjainkig, illetve a védelemgazdaság makrofolyamatai. Jelenleg a Budapesti Corvinus Egyetem védelemgazdasági tanszékén tanít, ahol egyebek mellett a Magyar Honvédség számára is képeznek ki szakembereket.
Kutatási területei a biztonságpolitika terén: biztonsági dilemmák a II. világháborútól napjainkig és a védelemgazdaság makrofolyamatai; politika- és hadtudományok.
Szakmai célú utazásai során számos európai és észak-amerikai vezető politikussal találkozott. A NATO-ban is tartott tájékoztatót a szövetség vezetői számára.
2018 februárjában egy lakossági fórumon azt mondta, hogy nem azért nem nyit tüzet a kormány fegyvertelen, háború elől menekülő emberekre, mert az gyilkosság lenne, hanem azért, mert annak rossz lenne a sajtóvisszhangja.

### Családja, magánélete
Szülei Nógrádi Ferenc és Schneller Borbála. Nős, felesége 1982 óta Kiss Magdolna bölcsész-közgazdász, festőművész. Lánya, Anna Linda (1984) állatorvos. Hobbija az utazás, az úszás és a bélyeggyűjtés.

## Tagságok
- Római Klub magyarországi főtitkára[14]
- Euro-Atlanti Klub elnöke[15]
- Honvédelmi Minisztérium Elektronikai, Logisztikai és Vagyonkezelő (HM EI) Zrt. elnökségi tagja, a felügyelőbizottság vezetője 2015 előtt,
- A magyar és az osztrák HM miniszter mellett működő Tudományos Tanács tagja[14]
- ÁVF (Általános Vállalkozási Főiskola) kuratóriumi tagja[16]
- Magyar Külpolitikai Társaság, Magyar Hadtudományi Társaság Védelemgazdasági Szakosztály alapító tagja

## Kitüntetések
- A Magyar Köztársasági Érdemrend tisztikeresztje (2005)

## Publikációi

### Magyarul megjelent könyvei
- Bundestag és Bundeswehr. Az NSZK biztonságpolitikájáról. Zrínyi Katonai Kiadó, Budapest, 1984
- Az SPD-FDP kiskoalíciója és biztonságpolitikája. Művelődési Minisztérium Marxizmus-leninizmus Oktatási Főosztálya, 1986, ISBN 963-673-372-4[17]
- Az NSZK biztonságpolitikája a 80-as években, Zrínyi Katonai Kiadó, Budapest, 1989, ISBN 963-326-594-0,
- A biztonságpolitika, mint a védelemgazdaság alapja, In: Turák János, Nógrádi György, Rózsa Andrea, Soós Éva, Sebesi Béla, Mármarosi Mihály: A védelemgazdaság makrofolyamatai: Hadigazdaságtan. Budapest: BKE Védelemgazdasági Tanszék, 1996. pp. 29–43.
- A védelemgazdaság makrofolyamatai. Hadigazdaságtan. (társszerző) Budapesti Közgazdaságtudományi Egyetem Védelemgazdasági Tanszék, 1996
- Talleyrand. Útmutató Kiadó, Budapest, 1997, ISBN 963-9001-17-1, megjelent a Változó világ c. sorozatban
- Memoár 1, 2, 3…; Pauker Holding Kft., Bp., 2015
- Negyven év alatt a Föld körül 1, 2, 3…; átdolg., bőv. kiad.; Kossuth, Bp., 2015, ISBN 9789630984133
- Szerencsénk volt, túléltük... – Világpolitika 1945-től napjainkig, Kossuth Kiadó, Budapest, 2017, ISBN 9789630987110
- A Városligettől Zanzibarig, Kossuth Kiadó, Budapest, 2018, ISBN 9789630991742
- Érdemes érdekes korban élni, Kossuth Kiadó, 2019, ISBN 978-963-09-9905-2
- A világ, amiben élünk, Kossuth Kiadó, 2021, ISBN 9789635443536
- Talleyrand, Kossuth Kiadó, 2022, ISBN 9789635446544
- Bonntól Berlinig. Az NSZK és vezetői 1949–2022; Kossuth Kiadó, 2022, ISBN 9789635448036
- Ami sok, az sok – Írások a Magyar Nemzetben Kossuth Kiadó, 2023, ISBN 9789635449248
- Kissinger szerint a világ  Kossuth Kiadó, 2023, ISBN 9789635449941
- Ötven év alatt a Föld körül Kossuth Kiadó, 2023, ISBN 9789636362324
- Kennedy – Legenda és valóság Kossuth Kiadó, 2024, ISBN 9789636362874
- Merkel – Eszmény és valóság Kossuth Kiadó, 2024, ISBN 9789636363635

### Idegen nyelven megjelent könyvei
- Sicherheitspolitische Grundfragen der Ungarischen Republik. Köln, A Keleti Tudományok és Nemzetközi Tanulmányok Szövetségi Intézetének kiadványa, 1989 (német nyelven)
- Gut gegen Böse, Graz, Austria Medien Service, Nógrádi György, Társszerzők: Rüdiger Stix, Friedrich Korkisch, 2003, szakkönyv (német nyelven)

## Kritikák

### Fiatalkora
Állítólag elmondása szerint fiatalkorában mai kifejezéssel élve pick-up artist volt, és 700-800 nővel volt viszonya. A lányokat csak külső alapján választotta ki, és gyakori indító szövege volt az „asszonyom, itthon van-e a férje”.

### Közszereplés
Kiterjedt politikai és publicisztikai szereplése ellenére nem tekinti magát közszereplőnek, így a kommunista rezsim titkosszolgálati iratait őrző Állambiztonsági Szolgálatok Történeti Levéltárában esetlegesen róla őrzött iratok megtekintését letitotta.

### Ügynökvád
2009-ben az 1956-os Intézet munkatársainak kutatásai alapján azonosítottak 110-et abból a 181 emberből, akik feladatot kaptak a kommunista állambiztonságtól Nagy Imre és mártírtársai 20 évvel azelőtti újratemetésekor. A rendszerváltásban kulcsfontosságú szerepet játszó eseményen bedolgozott az állambiztonsági szerveknek többek között Nógrádi György biztonsági szakértő is. Az újratemetés előtt az NSZK-ba utazott, és azt a feladatot kapta, hogy az NSZK kormánykörökben, illetve az ellenzéki pártok képviselőivel folytatott beszélgetéseiben hangoztassa aggályait a Nagy Imre újratemetés politikai demonstrációvá alakítása kapcsán. A Raguza fedőnevet viselő Nógrádi az intézkedési terv szerint kapcsolatban állt az amerikai hírszerzés, a CIA képviselőivel is.
A dokumentumok megjelenését követően Nógrádi György kiadott egy nyilatkozatot, amelyben azt állította, hogy sosem volt a BM III/III-2, illetve a BM III/III-6 Alosztály ügynöke sem Raguza, sem más fedőnéven. Nem volt beszervezett „ügynök”, jelentéseket nem készített. Az InfoRádióban dokumentumokkal igazolta az '56-os Intézetnek, hogy nem dolgozott a titkosszolgálatnak, így nem is kapott onnan feladatot Nagy Imre újratemetése előtt. Az '56-os Intézet igazgatója szerint azonban Nógrádi György nem azt cáfolta, hogy Raguza fedőnéven ügynök volt, hanem azt, hogy elvégezte a szertartás kapcsán rábízott munkát. Azonban azt az intézet igazgatója is elismerte, hogy ezt iratok hiányában lehetetlen bizonyítani, ezért – az ügy más szereplőiéhez hasonlóan – Nógrádi György nyilatkozatát is közzétették honlapjukon azzal a kommentárral, hogy annak tartalmát nincs szándékuk kétségbe vonni.

### Nézetei az európai határvédelemről
A 2018-as országgyűlési választás előtt több közéleti szereplése alkalmával megfogalmazta véleményét, hogy az európai migrációs válság egyik lehetséges megoldása az európai határokon kiadott éles tűzparancs lehet. Szerinte a tűzparancs legfőbb akadálya az, hogy annak várhatóan negatív sajtóvisszhangja lehet.